# Ото I фон Баден-Хахберг
Ото I фон Баден-Хахберг (на немски: Otto I von Hachberg, † 9 юли 1386 при Земпах) е от 1369 до 1386 г. маркграф на Баден-Хахберг.

## Биография
Той е най-възрастният син на маркграф Хайнрих IV фон Баден-Хахберг. Ото се сгодява за Елизабет, дъщеря на Йохан Малтерер.
Ото пада убит на 9 юли 1386 г. на страната на Хабсбургите в битката при Земпах. Той е погребан в манастир Кьонигсфелден. След смъртта му господството Хахберг е разделено през 1389 г. между братята му Йохан и Хесо.